# پاین‌دیل (آریزونا)
پاین‌دیل (به انگلیسی: Pinedale) یک منطقهٔ مسکونی در ایالات متحده آمریکا است که در شهرستان ناواهو، آریزونا واقع شده‌است. پاین‌دیل ۲۵٫۰۷ کیلومتر مربع مساحت و ۲٬۳۸۷ نفر جمعیت دارد.